# 2020年中国大洪水
2020年中国大洪水は、2020年5月15日から7月にかけて中国の中南部で豪雨により発生した大規模な洪水。主な被災地は安徽省、浙江省、福建省、広東省、広西チワン族自治区、雲南省、重慶市、貴州省、江西省、四川省であり、安徽省と江西省は被害の最も深刻な地域である。中国全土で130以上の河川が警戒水位を超えて、洪水による死者は少なくとも141名に達し、損害額はおよそ695.9億人民元に達した。

## 各地の被災状況

### 湖北省
6月28日8時から29日11時まで、武漢市の豪雨は全市で累計23.4ミリを記録した。
7月8日0時から6時にかけて、黄岡市黄梅県では200ミリ以上の激しい雨が降り、大河鎮は最大353ミリに達した。午前4時ごろ、大河鎮の袁山村で山崩れが発生し、9人が生き埋めになり、21時までに5人が死亡した。
6月28日、葛洲壩水利センターは水門を開けて排水した。
7月11日13時、長湖の水位は33.49メートルに達して、水面は荊州市城区の2メートルより高く、史上最高水位を上回る。

### 浙江省

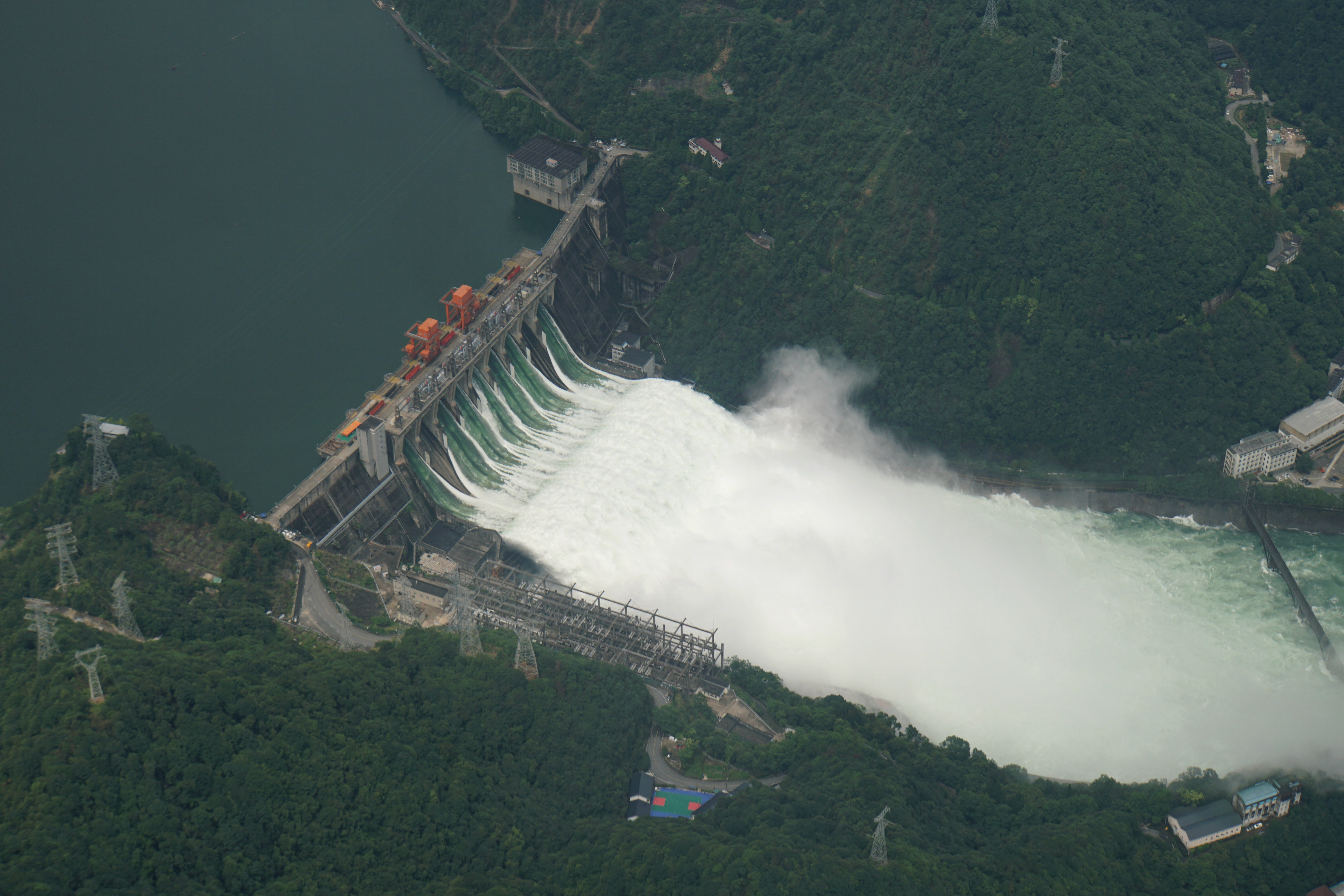
新安江ダムは7月7日から14日まで放流した。

5月29日に梅雨入りして以来、杭州市淳安県は史上最強の梅雨に見舞われた。7月8日、千島湖の水位は史上最高となった。

### 福建省
7月9日、南平市で豪雨が発生し、洪水や土砂崩れなどの災害が発生し、多くの道路が損壊し、農作物が水没した。武夷山市城区の積水は深刻であり、当地は豪雨赤色警報信号を発表して、武夷山風景区は全面的に閉園した。

### 雲南省
6月29日夜から30日にかけて、昭通市鎮雄県、彝良県、威信県、塩津県で豪雨が発生した。長江上流の支流白水江の水位は8メートル上昇した。川沿いの郷鎮の洪水は深刻である。

### 重慶市
重慶市南郊の江津区と綦江区で洪水が2回発生した。6月22日20時、賈嗣鎮の「綦江五叉水文駅」は205.85メートルの水位を記録した。保証水位（200.51メートル）を5.34メートル超過し、1940年の建設以来の最高水位となった。これは1998年の中国水害の205.55メートルよりも高い。
6月11日から14日にかけて、酉陽土家族苗族自治県と石柱土家族族自治県で激しい雨が降った。6月12日、酉陽土家族苗族自治県竜潭鎮の日降雨量は318.5ミリメートルで、特大豪雨に達した。

### 貴州省
6月11日07時から12日07時まで、遵義市正安県碧峰鎮は264.6ミリの豪雨が降り、うち一時間は貴州の歴史的記録を破った。時間あたり最大雨量は163.3ミリだった。6月13日の末までに、8人が死亡し、5人が行方不明となった。
7月8日午前7時5分、銅仁市松桃ミャオ族自治県石板村で山崩れが発生した。9日までに6人が行方不明となった。
6月23日から24日までの、榕江県の豪雨では、農村道路の路盤、路面、へりが崩れた場所713カ所、664,052立方メートル、直接の経済損失は9210.25万元に達した。

### 四川省
6月26日18時から6月27日の1時まで、涼山イ族自治州冕寧県北部で豪雨が発生した。県城高陽街道内の戴冠寧高速道路の交差点の下の248国道が崩壊し、2台の車が川に転落し、乗っていた10人のうち5人のみが救助され、2人が死亡、3人が行方不明となった。6月30日23時までに、高陽街道と彝海鎮で合計14人が遭難し、8人が行方不明となった。
7月6日午前6時、アバ・チベット族チャン族自治州小金県宅壟鎮元営村吉峰砂場で土石流災害が発生し、4人が行方不明となった。